# Tagamõisa (Saaremaa)
Tagamõisa (Duits: Taggamois) is een plaats in de Estlandse gemeente Saaremaa, provincie Saaremaa. De plaats heeft de status van dorp (Estisch: küla) en telt 6 inwoners (2021).
Tot in oktober 2017 behoorde Tagamõisa tot de gemeente Kihelkonna. In die maand werd Kihelkonna bij de fusiegemeente Saaremaa gevoegd.
Tagamõisa ligt op het gelijknamige schiereiland in het noordwesten van het eiland Saaremaa. De Tugimaantee 78, de weg van Kuressaare naar Veeremäe, loopt langs Tagamõisa.

## Geschiedenis
In 1562 beleende de Deense slotvoogd van de burcht Maasilinn bij Maasi de Baltische Duitser Heinrich Wrede met een stuk land rond het huidige Tagamõisa. Dat land werd het landgoed Nemmal, dat op het eind van de 17e eeuw werd herdoopt in Taggamois. In 1603 werd het een kroondomein.
Pas in de jaren twintig van de 20e eeuw ontstond een nederzetting Tagamõisa op het terrein van het voormalige landgoed. In 1977 werd de plaats herdoopt in Tagala, maar die naam is nooit ingeburgerd geraakt. Sinds 1997 heet de plaats weer officieel Tagamõisa. In de tijd dat de plaats Tagala heette, maakten de buurdorpen Kalmu, Lätiniidi en Sepise er deel van uit.